# Martin Niemöller
Emil Gustav Friedrich Martin Niemöller (Lippstadt, 14 de janeiro de 1892 — Wiesbaden, 6 de março de 1984) foi um pastor luterano alemão. Em 1966, foi-lhe atribuído o Prêmio Lênin da Paz. Desde a década de 1980 tornou-se conhecido pelo seu discurso/poema antinazista, largamente adaptado e parafraseado, conhecido no Brasil como "E não sobrou ninguém...".

## Biografia
Filho de um pastor luterano, foi educado para a fidelidade ao imperador e com sentimento patriótico alemão. Depois de concluir o curso colegial, ele ingressou na Marinha como soldado de carreira. Durante a Primeira Guerra Mundial, serviu como comandante de submarino,[carece de fontes?] vindo a ser condecorado com a Cruz de Ferro. Após a guerra, durante a Revolta do Ruhr, em 1920, foi comandante do III. Bataillon der Akademischen Wehr Münster, pertencente a forças paramilitares (Freikorps).
Estudou Teologia em Münster. Foi ordenado em 29 de junho de 1924. Em 1931 tornou-se pastor da  Jesus Christus Kirche, em Dahlem, um afluente bairro de Berlim.
Mesmo depois de formar-se em Teologia, permaneceu fiel à sua ideologia nacionalista e conservadora.  Portanto apoiou a ascensão de Hitler ao poder, em 1933, acreditando que isso significaria um novo despertar nacional. :235 Mas, pouco depois, Niemöller entraria em conflito crescente com o novo governo.
Inicialmente, ele concordava com o antagonismo dos nazistas ao comunismo e à República de Weimar,[carece de fontes?] mas ficou alarmado com a tentativa de Hitler em dominar a Igreja Luterana impondo-lhe o movimento neopagão dos "Cristãos Germânicos" da Igreja do Reich e de seu bispo Ludwig Müller. Sendo um nacionalista e não estando inteiramente livre de preconceitos antissemitas, Niemöller protestou decididamente contra a aplicação do "parágrafo ariano", na Igreja, e contra a falsificação da doutrina bíblica pelos cristãos alemães de ideologia nazista. No outono de 1933, para impedir a segregação de cristãos de origem judaica, Niemöeller criou, com Dietrich Bonhöffer, a Pfarrernotbund ("Liga Pastoral de Emergência"), destinada a apoiar os pastores não-arianos ou casados com não-arianas. A Pfarrernotbund foi transformada na Bekennende Kirche (Igreja Confessional) em 1934. A Igreja Confessional recusou obediência à direção oficial da Igreja Evangélica, tornando-se um importante centro da resistência alemã protestante ao regime Nazista.
Em 1934, Niemöller acreditava ainda que poderia discutir com os novos donos do poder. Numa recepção na Chancelaria em Berlim, ele contestou Hitler, que queria eximir a Igreja de toda responsabilidade pelas questões "terrenas" do povo alemão:
"Ele me estendeu a mão e eu aproveitei a oportunidade. Segurei a sua mão fortemente e disse: 'Sr. Chanceler, o senhor disse que devemos deixar em suas mãos o povo alemão, mas a responsabilidade pelo nosso povo foi posta na nossa consciência por alguém inteiramente diferente'. Então, ele puxou a sua mão, dirigindo-se ao próximo e não disse mais nenhuma palavra."

## Perseguição nazista
A partir deste incidente, Niemöller fica cada vez mais na mira do regime. É observado pela Gestapo e proibido de fazer pregações, o que ele não aceita. Em 1935, é preso pela primeira vez e logo libertado. Martin Niemöller já era tido nessa época como o mais importante porta-voz da resistência protestante. No verão de 1937, ele pregava:
"E quem como eu, que não viu nada a seu lado no ofício religioso vespertino de anteontem, a não ser três jovens policiais da Gestapo — três jovens que certamente foram batizados um dia em nome de Nosso Senhor Jesus Cristo e que certamente juraram fidelidade ao seu Salvador na cerimônia de crisma, e agora são enviados para armar ciladas à comunidade de Jesus Cristo –, não esquece facilmente o ultraje à Igreja e deseja clamar 'Senhor, tende piedade' de forma bem profunda."
Em julho de 1937, Niemöller foi preso novamente. Passados cerca de sete meses, no dia 7 de fevereiro de 1938, começou então o seu processo diante do Tribunal Especial II em Berlim-Moabit. Segundo a acusação, Martin Niemöller teria criticado as medidas do governo nas suas pregações "de maneira ameaçadora para a paz pública", teria feito "declarações hostis e provocadores" sobre alguns ministros do Reich e, com isto, transgredido o "parágrafo do Chanceler" e a "lei da perfídia". A sentença: sete meses de prisão, bem como dois mil marcos de multa.
Os juízes consideraram a pena como cumprida, em função do longo tempo de prisão preventiva. Niemöller deveria assim ter deixado a sala do tribunal como homem livre. Para Hitler, no entanto, a sentença pareceu muito suave. Ele enviou o pastor como seu "prisioneiro pessoal" para um campo de concentração.[carece de fontes?] Até o fim da guerra, durante mais de sete anos, Martin Niemöller permaneceu preso — inicialmente, no campo de concentração de Sachsenhausen, depois no de Dachau. Foi libertado pelos aliados.
Após a Guerra, Niemöller participou da reorganização da Igreja Protestante em Hesse, foi conselheiro da Igreja Evangélica na Alemanha e presidente do Conselho Mundial de Igrejas. Foi crítico ao rearmamento da Alemanha Ocidental, à corrida armamentista e às posições da Igreja frente a Guerra Fria. Morreu aos 92 anos.[carece de fontes?]

## "Eu me calei"
Niemöller é o autor de um pequeno texto antinazista - muito conhecido mas raramente atribuído a ele:
Quando os nazistas levaram os comunistas, eu me calei; afinal de contas, eu não era comunista.
Quando eles prenderam os social-democratas, eu fiquei calado; eu não era  social-democrata.
Quando eles levaram os sindicalistas, eu fiquei em silêncio; eu não era sindicalista.
Quando eles vieram por mim, não havia mais ninguém para protestar.  
Originalmente, o texto foi extraído de um sermão ministrado por Niemöller, na Igreja Confessional de Frankfurt, em 6 de janeiro de 1946, e cuja tradução parcial é a seguinte:
... então, as pessoas que foram colocadas nos campos eram comunistas. Quem se importava com elas? Nós sabíamos, estava estampado nos jornais. Quem levantou sua voz? A Igreja Confessional, talvez? Nós pensamos: comunistas, aqueles opositores da religião, aqueles inimigos dos cristãos - "eu deveria ser o guardião do meu irmão?".
Então eles se livraram dos doentes, os chamados incuráveis. Lembro-me de uma conversa que tive com uma pessoa que dizia ser cristã. Ela disse: 'Talvez seja certos, essas pessoas incuravelmente doentes apenas custam dinheiro para o Estado, são apenas um fardo para si mesmas e para as outras. Não é melhor para todos se elas forem tiradas do meio [da sociedade]? Só então a igreja como tal tomou conhecimento.
Então começamos a conversar, até que nossas vozes foram novamente silenciadas em público. Podemos dizer que não somos culpados/responsáveis?
A perseguição aos judeus, a forma como tratávamos os países ocupados, ou as coisas na Grécia, na Polônia, na Tchecoslováquia ou na Holanda, que foram escritas nos jornais. [...] Acredito que nós, os cristãos da Igreja Confessional, temos todos os motivos para dizer: mea culpa, mea culpa! Podemos nos eximir com a desculpa de que teria me custado a cabeça se eu tivesse falado.
Preferimos ficar em silêncio. Certamente não estamos sem culpa/falha, e eu me pergunto repetidamente: o que teria acontecido, se, no ano de 1933 ou 1934 - podia ter havido alguma possibilidade -, 14.000 pastores protestantes e todas as comunidades protestantes na Alemanha tivessem defendido a verdade até a morte? Se tivéssemos dito, na época, que não é correto Hermann Göring simplesmente colocar 100.000 comunistas nos campos de concentração, a fim de deixá-los morrer. Posso imaginar que talvez 30.000 a 40.000 cristãos protestantes teriam tido suas cabeças cortadas, mas também posso imaginar que teríamos resgatado 30-40.000 milhões de pessoas [sic], porque isso é o que nos está custando agora.
Posteriormente, o autor viria a usar o mesmo texto, como uma citação poética, em outras palestras, introduzindo algumas variações, a depender das características de plateia. Isso gerou muita controvérsia quanto ao conteúdo original da citação, já que os grupos citados variam (católicos, testemunhas de Jeová, judeus, sindicalistas, socialistas ou comunistas), conforme a versão. Uma frase que não aparece na primeira versão é a seguinte: "Depois eles vieram pelos judeus, e eu não protestei porque não era judeu."  No entanto, o ponto central, segundo ele, era de que os alemães - e em particular, os líderes das igrejas protestantes - foram cúmplices dos nazistas, por seu silêncio, diante da prisão, da perseguição e do assassinato de milhões de pessoas.
Nas últimas décadas, o texto de Niemöller tem sido muito citado publicamente, embora com alterações as mais diversas e, quase sempre, sendo atribuído a autores bem mais célebres - Brecht ou Maiakovski -, tal como ocorreu no caso do poeta fluminense Eduardo Alves da Costa, na sua paráfrase ao texto de Niemöller, denominada "No caminho, com Maiakovski".